# Estadio Ciudad de la Línea
El Estadio Ciudad de la Línea, denominado anteriormente Estadio Municipal de la Línea de la Concepción, es un estadio de fútbol ubicado en La Línea de la Concepción, Cádiz, (Andalucía, España). Fue inaugurado el 15 de octubre de 1969 con motivo del España-Finlandia, partido de clasificación para el Mundial de México de 1970.

## Historia
El cierre de la Verja de Gibraltar empujó al Gobierno de España a levantar una enorme mole de cemento llamada entonces Estadio Municipal José Antonio dentro de la Ciudad Deportiva Francisco Franco. Era la segunda mitad de la década de los sesenta y La Línea se resignaba a marchas forzadas a perder el beneficio económico y laboral de su relación con la ciudad ocupada de Gibraltar. El Estadio y el parque forestal fueron la reacción del Gobierno a las consecuencias del cierre de la Verja y un intento de compensar a los linenses.
Los letreros de la empresa Corsán pasaron a resultar familiares. Los linenses, sobre todo los aficionados al fútbol, se estaban quedando con la única ilusión de disponer de un campo de gran envergadura capaz de acoger acontecimientos futbolísticos de alto nivel, como así sucedió.
El 15 de octubre de 1969 fue la inauguración del Estadio. La selección española (con Gento, Gárate, Gaztelu, Pirri, Amancio...) venció por seis a cero a Finlandia en encuentro valedero para la fase previa del Mundial de México aunque el choque no tenía mucho interés deportivo porque España había perdido todas las opciones de clasificarse para un torneo que luego fue considerado como el mejor Mundial de la historia. Cuatro días después, la Balona saltó al césped en encuentro oficial por primera vez para enfrentarse al Cádiz. Al final, 1-1 con un gol de Pepe Cáceres que pasó a la historia como el primero que anotaba la Balona en su nuevo campo.
A principios de 2017 un grupo de seguidores proponen que se le de al Estadio Municipal de La Línea el de Estadio Municipal Alfredo Gallardo Salvador, al considerarlo mejor presidente de la casi Centenaria Entidad Linense, cuando lo cierto es que ha habido presidentes que han mantenido al club en categoría superior (caso de D. Antonio Belizón, que mantuvo al club en segunda división nacional durante las temporadas 1949-55) o del presidente fundador D. José Morales González. 
La propuesta de cambio de denominación del Estadio sigue en el aire.
La evolución del nombre del estadio ha tenido el siguiente recorrido:

- 8 de septiembre de 1969: La corporación en pleno, tomó el acuerdo de denominar a la Ciudad Deportiva circundante al Estadio, Francisco Franco, y al Estadio Polideportivo Municipal, José Antonio Elola Olaso, delegado nacional del Frente de Juventudes, delegado Nacional de Educación Física y Deportes, por aquella época.
- En 1977, otro acuerdo plenario, dejó sin nombre a la Ciudad Deportiva y al Estadio, por lo que se le conoce como el Municipal Linense, gentilicio de los vecinos de La Línea de la Concepción. Desde entonces, cuarenta años ya, todo sigue igual pues es difícil nominar al vetusto y semiruinoso estadio (a los fondos de gol no se puede acceder por seguridad) con un nombre en concreto pues no ha habido hazaña singular que merezca tal distinción, ya que cuantos, por encima de la larguísima relación de personas que han trabajado por la Balona en toda su historia sobresalen tres personas fundamentales para la consolidación de la entidad en sus primeros tiempos. Antonio de la Cámara, Cristóbal Becerra y Emilio Sáez fueron vitales. Solventaron serias dificultades con un altruismo y un cariño fuera de toda duda. Todos, absolutamente todos, los que luego rigieron los destinos del club se merecen el reconocimiento máximo de los aficionados. Cada uno con sus posibilidades y su capacidad de gestión pero siempre con el bien del club como horizonte.

A lo largo de la existencia de la Real Balompédica Linense ha sido necesaria la presencia y la labor de personas capaces de poner su tiempo y su dinero para que nada ni nadie pusiera en peligro su continuidad. En algunos instantes en los que pareció inminente la desaparición apareció alguien dispuesto, casi con una venda en los ojos, a que el club siguiera navegando, especialmente en la década de los ochenta.[cita requerida]

### Uso
La utilización del campo ha resultado muy anecdótica a lo largo de estos más de cincuenta años. Mientras el equipo local, la Balona, no ha pasado de cuatro ascensos (sólo se celebró el del Hellín Deportivo en 1999 y el del Tudelano en 2011 porque los otros dos fueron lejos de La Línea), dos salvaciones milagrosas ante Alicante y Toledo y dos hitos coperos (Cádiz y Sevilla, ambos ganados 2-0).
Por el Estadio Municipal Linense han desfilado la mayoría de los grandes equipos del mundo como Real Madrid C. F., Athletic Club, F. C. Barcelona, Real Betis Balompié, S. E. Palmeiras, S. S. Lazio, Bayern de Múnich, Liverpool F. C., Sevilla F. C., PSV Eindhoven, Valencia F. C., R. C. D. Deportivo de La Coruña, Nottingham Forest F. C., R. S. C. Anderlecht, H. N. K. Hajduk Split, C. A. San Lorenzo de Almagro, etc, y grandes jugadores como Ronaldo, o Emilio Butragueño.
El otro gran acontecimiento fue el 7 de junio de 1984, cuando la España de Miguel Muñoz jugó un encuentro amistoso de preparación ante Yugoslavia con vistas a aquella Eurocopa del fallo de Arconada en la final ante Francia.
Con independencia de los espectáculos eminentemente deportivos, el Estadio Municipal ha dado cabida a atracciones como las carreras de motos sobre ceniza o las actuaciones musicales de Julio Iglesias, Alejandro Sanz, Ricky Martin, Chayanne o Isabel Pantoja.
Lo que se dice llenarse, se llenó exclusivamente el día de la inauguración. No obstante, en la mente de todos están impresionantes entradas de públicos como el Balona-Alicante de la promoción para la permanencia en Tercera División en 1975 o aquellos Balona-Algeciras, aparte del entradón del Balona-Hellín que supuso el 30 de junio de 1999 el retorno a la Segunda B, o el 29 de mayo de 2011 para el último ascenso a Segunda B frente al Tudelano, o más reciente la eliminatoria copera frente al Athletic Club el 16 de diciembre de 2015. La presencia de grandes equipos también llevó mucha gente al Estadio, que sigue pidiendo a gritos que se le dé el nombre de Juan Vázquez, que nunca llegó a jugar en partido oficial en dicho césped pero que forma parte de la leyenda futbolística de La Línea junto a Ayala o Gallardo.

### Reparaciones
Con el paso del tiempo, aquella mole sufrió las consecuencias de la aluminosis. En la temporada 90-91 hubo que jugar un partido en el campo anexo A y también fue necesario un trabajo importante para resolver el problema. Hoy día, ya más mejorado, el Estadio Municipal tiene mucha mayor utilización que antes. Es sede de entidades deportivas y asociaciones sociales y sus características permiten incluso albergar la posibilidad de que la Balona disponga de una serie en condiciones y que haya opciones de otro uso de ocio y recreo si se aprovechan sus alrededores.
Además, acaba de ser sustituido el césped natural por uno artificial que ha causado gran admiración. Está siendo mejorado en su estética pero para un amplio sector de la población, lo más conveniente sería su demolición y la construcción de otro más aprovechable y moderno.
En el verano del 2016, la empresa Football Impact se encargó de cambiar el césped artificial por uno natural de alta calidad. Esta inversión ha sido a cambio de que la empresa puede utilizar el Estadio Municipal para organizar partidos internacionales, de los conjuntos que contratan sus servicios.[cita requerida]

### Nuevo estadio y nomenclatura
El nuevo estadio Ciudad de la Línea se construyo sobre el terreno anterior y se le incorporó una visera tanto en Tribuna como en Preferencia, una capacidad de 9.000 espectadores ampliables en los fondos hasta 12.000 y una zona dedicada solo a actividad comercial de cara a la playa de Santa Bárbara, que también puede aumentar su capacidad con una segunda planta. La mesa de contratación municipal del Ayuntamiento de La Línea adjudicó el proyecto a una UTE (Unión Temporal de Empresas) fruto de la unión de dos acreditados arquitectos de la provincia que se fusionan para poder responder a las exigencias puestas por el municipio para una edificación que valorada en unos 9 millones de euros.
“Predominan en su estética los colores del equipo de fútbol de la localidad”, explica la exposición, en referencia a la Real Balompédica. “Cuyos colores en franjas verticales de color negro sobre fondo blanco configuran la monocromía del panel ranurado con resaltes que se coloca en el exterior de la planta baja y que rodea a todo el estadio sirviéndole de elemento unificador y basamento para una planta alta que vuela sobre ésta, ejecutada con cerramientos metálicos en aluminio negro brillante para focalizar la imagen elegante e integradora de sus líneas rectas en contraposición del gran fondo natural que imponen el Peñón de Gibraltar y el horizonte del mar”.
“Se ha estudiado una posible ampliación del estadio en cuanto a capacidad por si las circunstancias lo requiriese. Esta ampliación consiste en añadir un graderío alto volado a los fondos, con lo que conseguiríamos una capacidad adicional de tres mil personas más”, hasta un total de 12 000.
“También se prevé un aumento de la superficie de los locales comerciales, con la posible creación de una entreplanta aprovechando la altura que a la planta baja se le otorga inicialmente, gracias a que se ha respetado la cota existente del terreno de juego y se sube la cota de entrada al estadio a la rasante del solar en la que se enclava”.
El concejal de Urbanismo, Juan Macías, que ha trabajado de manera ingente para que este proyecto vea la luz cuanto antes se confiesa “muy ilusionado” con la posibilidad no solo de que la Real Balompédica, de la que es confeso seguidor, disponga de una instalación propia del siglo XXI a corto plazo, sino de que “se cree una actividad económica en torno al estadio, en una franja tan importante como es la costa de Levante”.
El 15 de noviembre de 2024 se inaugura oficialmente el nuevo estadio Ciudad de La Línea con el partido amistoso entre las selecciones de España Sub-21 e Inglaterra Sub-21, el cual finalizó con empate a cero.

## Acontecimientos futbolísticos importantes

### Partidos de la selección española
- 15 de octubre de 1969; España 6 - Finlandia 0 (Clasificación para la Copa Mundial de Fútbol de 1970)[19]
- 7 de junio de 1984; España 0 - Yugoslavia 1 (Amistoso)[20]